# Chrysometa merida
Chrysometa merida är en spindelart som beskrevs av Claude Lévi 1986. Chrysometa merida ingår i släktet Chrysometa och familjen käkspindlar.
Artens utbredningsområde är Venezuela. Inga underarter finns listade i Catalogue of Life.